# Loppio
Loppio (Dialekt Lòpi) ist eine Fraktion der italienischen Gemeinde (comune) Mori in der Provinz Trient, Region Trentino-Südtirol.

## Etymologie
Der Ort wurde nach Christian Schneller erstmals 1256 als Loplo urkundlich erwähnt. Der in der Toponomastik des Vallagarina geläufige Name kommt mit oder ohne Prothese l-: bei Volano als All’Oppio und bei Brentonico als all’Oplo vor. Er leitet sich aus dem lateinischen opulus ab und bezieht sich auf eine in der Umgebung weitverbreitete Baumart aus der Gattung der Ahorne, den Acer opalus, der im Italienischen regional auch als Accerello oder Loppio bezeichnet wird. Das nicht mehr gebräuchliche deutsche Exonym lautet Kastelwargdorf.

## Geographie
Loppio liegt im Valle del Cameras, auch als Valle di Loppio oder im Dialekt als Piam de Lòpi bezeichnet, einem westlichen Seitental des Vallagarina, wie der südliche Teil des Etschtales auch genannt wird, auf einer Höhe von 224 m s.l.m. Bei Loppio mündet das in nördlicher Richtung verlaufende Val di Gresta. Südlich des Ortes grenzen die nördlichen Ausläufer des zur Monte-Baldo-Kette gehörenden Monte Altissimo di Nago, während nördlich die Ausläufer der Monte-Bondone-Monte-Stivo-Gruppe verlaufen.
Einen knappen Kilometer nordwestlich des Ortes befindet sich der in den 1950er Jahren infolge des Baus des Etsch-Gardasee-Tunnels trockengefallene Lago di Loppio. Das ehemalige Seebett ist ein Natur- und Landschaftsschutzgebiet und bildet seit 1995 das gleichnamige über 112 ha große NATURA 2000 Schutzgebiet „Lago di Loppio“.

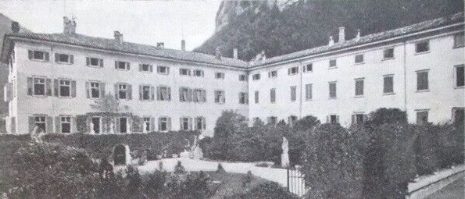
Die Villa Castelbarco vor ihrer Zerstörung im Ersten Weltkrieg
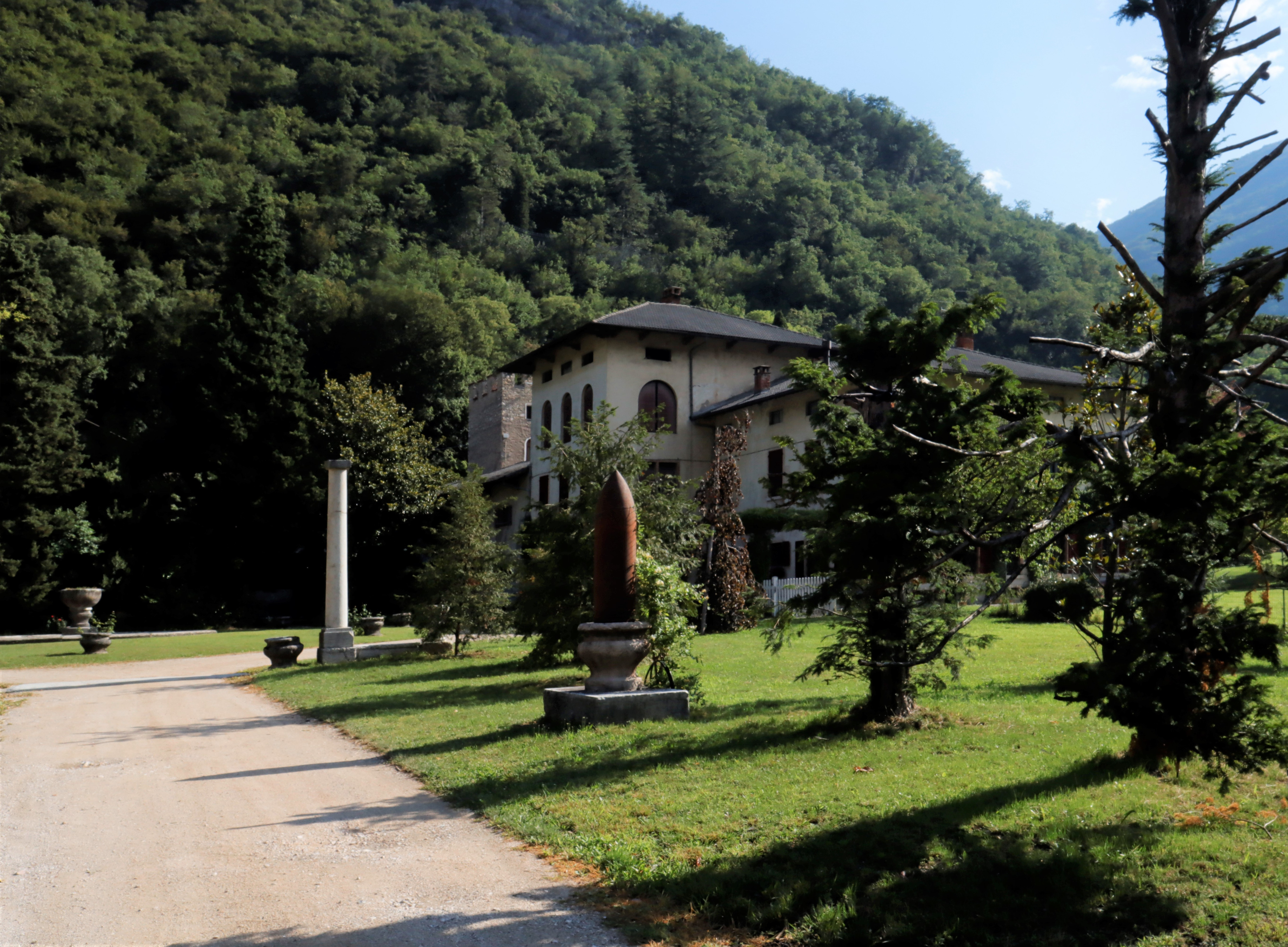
Villa Castelbarco mit Parkanlage
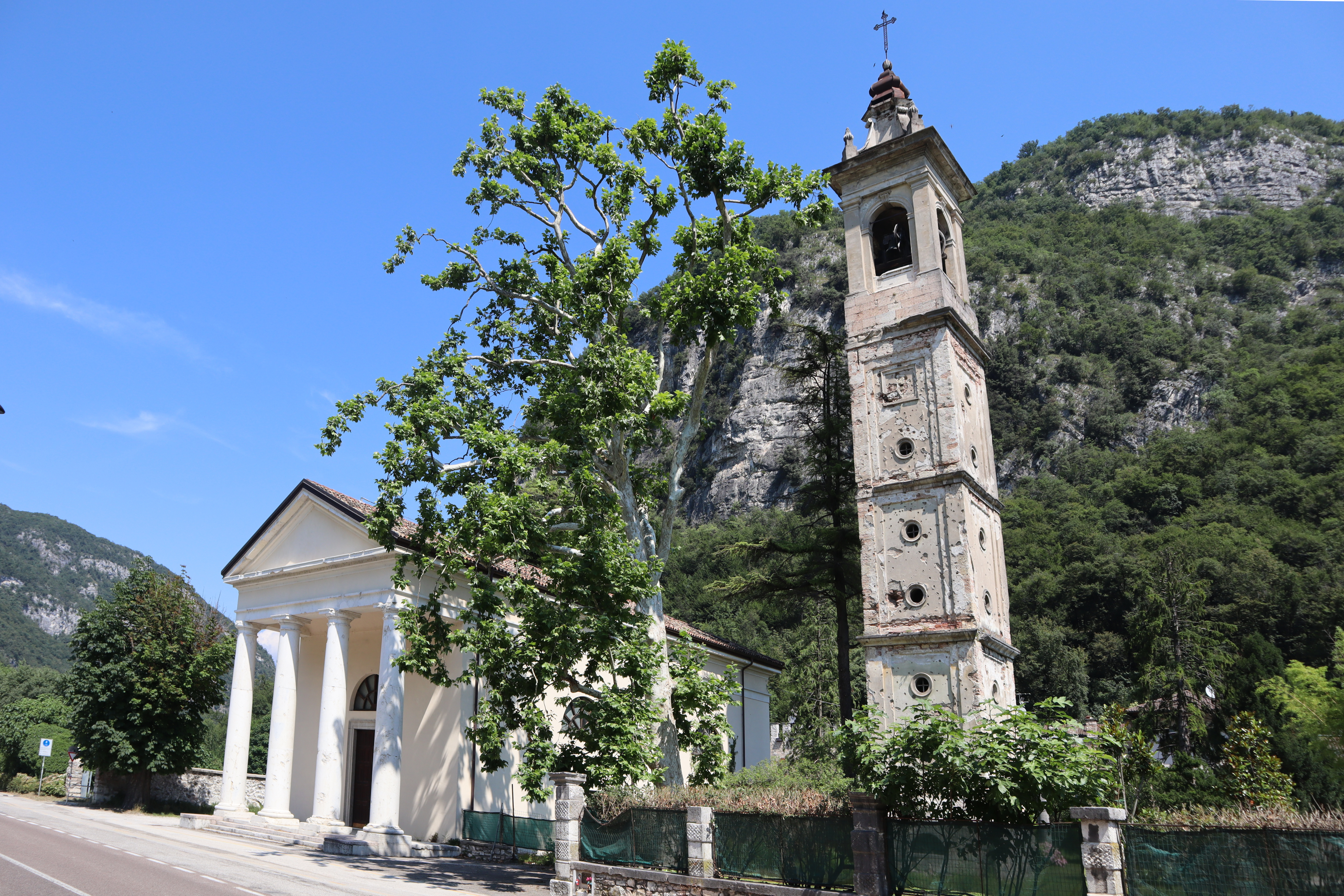
Kirche Nome di Maria mit dem vom Ersten Weltkrieg gezeichneten Campanile

## Geschichte
Loppio setzt sich aus mehreren Ortsteilen zusammen. Den Kern bildet der Bereich mit der Villa der Grafen von Castelbarco, den angrenzenden Wirtschaftsgebäuden, den ehemaligen Unterkünften der Dienerschaft und der Kirche. Die erste Siedlung, Cetterini, entstand allerdings weiter westlich zu Füßen des Burgberges von Castel Verde. Die Burg war bereits im 16. Jahrhundert zu einer Ruine verfallen und ist nur noch Burgstall. Die Siedlung Cetterini wurde im Ersten Weltkrieg vollständig zerstört und nicht wieder aufgebaut.
Die Contrada Loppio, damals Teil der Pieve Gardumo, fiel 1324 durch einen Kaufvertrag an die Castelbarco. Letztere prägten fortan die Geschichte des Ortes bis in das 20. Jahrhundert hinein. 1388 leisteten die Linien der Castelbarco von Gresta, Albano und Lizzana in Loppio in einem nicht näher beschriebenen Gebäude der Familie ihren Treueid gegenüber Herzog Albrecht III. von Österreich. Die Entstehungsgeschichte des Gebäudes ist nebulös. Nach Aldo Gorfer könnte es sich um einen befestigten Bau gehandelt haben, der zur Kontrolle des wichtigen Wegpunktes am Abzweig vom Karrenweg zum Gardasee in das Grestatal errichtet worden war. Dass die Ost-West-Verbindung bereits in der Vergangenheit von Bedeutung war, zeigen verschiedene Funde aus der Römerzeit in der Umgebung von Loppio, aber vor allem die Ruine des Castrum auf der Insel S. Andrea im Loppio-See, das der Spätantike zugeschrieben wird.
Im Zuge der venezianischen Expansion auf der Terraferma, passierten 1439 passierten mehrere Galeeren bei der Unternehmung Galeas per montes auf ihrem Weg von der Etsch in den Gardasee den Ort. Mit dem Ende der venezianischen Herrschaft im Vallagarina, fiel die Residenz der Castelbarco 1508 an die Madruzzo. In der zweiten Hälfte des 17. Jahrhunderts gelangte sie schließlich wieder in den Besitz der Castelbarco-Gresta. Graf Franz von Castelbarco († 1695) ließ einen neuen Palast errichten, der allerdings 1703 während des Spanischen Erbfolgekrieges von französischen Truppen des Maréchal de camp Vendôme geplündert und in Brand gesetzt wurde. Ab 1712 wurde der Palast langsam wieder aufgebaut. Nach dem Durchzug der napoleonischen Truppen 1793 wurde ab 1812 mit Hilfe des mittlerweile aufgegebenen und zu einem Steinbruch umfunktionierten Castello di Avio vergrößert.
Bereits um 1800 war südlich auf der gegenüberliegenden Straßenseite ein großes mehrstöckiges Gebäude errichtet worden, das einem Bauerngehöft der Poebene ähnelt und von der Bevölkerung als La Fabbrica (italienisch für die Fabrik) bezeichnet wurde. Es diente als Unterkunft der Mezzadri, die das Land der Castelbarco bestellten. In dem Gebäude wurde auch die erste Schule des Ortes eingerichtet. Zwischen 1818 und 1819 ließ Graf Cesare Pompeo von Castelbarco-Visconti (1782–1860) die Kirche Nome di Maria im klassizistischen Stil errichten. Sie diente zunächst als Privatkapelle der Castelbarco und stand erst ab 1881 der Allgemeinheit offen.
Mit der Zunahme der Bevölkerung wurde ab 1820 der vormals teils sumpfige Talgrund rund um Loppio durch den Bau von Entwässerungskanälen trockengelegt, um zusätzliche landwirtschaftliche Anbauflächen zu gewinnen. Bis dahin reichte der Loppio-See noch bis knapp vor den Ort. 1891 wurde die Lokalbahn Mori–Arco–Riva eröffnet. Loppio besaß nicht nur eine Haltestelle, sondern ein zusätzliches Stumpfgleis, das vom Bahnhof Loppio zum naheliegenden Weinkeller auf dem Grundstück der Grafen von Castelbarco führte. In den Kalkulationen der von der k.k. privilegierte Südbahn-Gesellschaft betriebenen Bahn spielte als Umschlagplatz für den Güterverkehr eine wichtige Rolle. Neben Wein wurde auch Gemüse aus dem Val di Gresta sowie im Winter Eisblöcke aus dem Loppio-See verladen, die man als Kühlmittel verwendete.
1906 wurden die ersten größeren Gebäude nach dem Bau des Ponale-Kraftwerkes durch die Stadt Rovereto elektrifiziert, aber erst 1949 besaßen alle Gebäude im Ort einen Stromanschluss. 1950 waren auch alle Häuser auch an das öffentliche Wassernetz angeschlossen. Nach Ausbruch des Ersten Weltkrieges 1914 wurde die Straße in das Gresta-Tal errichtet. Zwei Tage nach dem italienischen Kriegseintritt im Mai 1915 wurde die Bevölkerung zur Evakuierung aufgerufen. Lediglich 5 kg Gepäck durften auf die Reise mitgenommen werden. Ein Teil der Bevölkerung fand Unterschlupf im Flüchtlingslager Mitterndorf südlich von Wien und kehrte erst nach Ende des Krieges in das von den Kämpfen schwer getroffene Loppio zurück. Anfang Dezember 1915 wurde der Ort von Alpini besetzt. Im Zuge der österreichisch-ungarischen Frühjahrsoffensive 1916 musste Loppio von der italienischen Armee aber wieder aufgegeben werden. Danach lag der Ort bis zum Kriegsenden im Niemandsland zwischen den Fronten.
Der Wiederaufbau war erst 1927 abgeschlossen. Besonders schwer hatte es die Villa Castelbarco getroffen, die nur in Teilen rekonstruiert wurde. Nach abgeschlossenem Wiederaufbau besuchte der italienische Kronprinz Umberto von Savoyen den Ort. Bereits 1924 war Loppio im Zuge der faschistischen Gemeindereform vollständig der Gemeinde Mori unterstellt worden. Bis dahin lag die Villa Castelbarco auf dem Gemeindegebiet der 1924 aufgelösten Gemeinde Valle San Felice und die südlich davon liegenden Gebäude auf dem Gemeindegebiet von Brentonico. Nur der östliche Teil von Loppio gehörte bereits zur Gemeinde Mori.
1936 wurde der Betrieb der Lokalbahn eingestellt, da sie mit dem Ausbau der Straßenverbindungen und der damit verbundenen Motorisierung auf der Strecke nach und vom Gardasee unrentabel geworden war. Im Zweiten Weltkrieg blieb der Ort zunächst von weiteren Kriegshandlungen verschont. Nach dem Waffenstillstand von Cassibile und der deutschen Besetzung Italiens wurde die Villa Castelbarco und ihr Park im Herbst 1943 von der Wehrmacht beschlagnahmt und auf dem Gelände eine Reparaturwerkstatt für elektronische Geräte und Radioapparate eingerichtet. Im Zuge der alliierten Frühjahrsoffensive wurde Loppio Ende April 1945 von deutschen Truppen besetzt, die hier einen Befehlsstand und ein Feldlazarett einrichteten. Durch Artilleriebeschuss der an der Gardesana Orientale vorgerückten 10. US-Gebirgsdivision starben kurz vor Kriegsende noch sieben deutschen Soldaten. Einheiten der US-Armee erreichten Loppio erst zwei Tage nach Inkrafttreten der deutschen Teilkapitulation am 2. Mai 1945.
1955 wurde das neue Schulgebäude am Abzweig in das Val di Gresta eröffnet. Es wurde dem Grafen Gian Carlo di Castelbarco gewidmet. Der im Ersten Weltkrieg in italienischer Uniform kämpfende Irredentist fiel 1917 und wurde mit der Tapferkeitsmedaille in Gold ausgezeichnet. Die Schule war bis 1964 in Betrieb. 1962 wurde am Rio Gresta, der Bach der das Gresta-Tal entwässert und östlich von Loppio in den Rio Cameras mündet, ein kleines Wasserkraftwerk mit einer Leistung von etwas mehr als 517 kW in Betrieb genommen. 2006 schenkte die Familie Castelbarco die als Familienkapelle errichtete Kirche Nome di Maria der Pfarrgemeinde Mori.

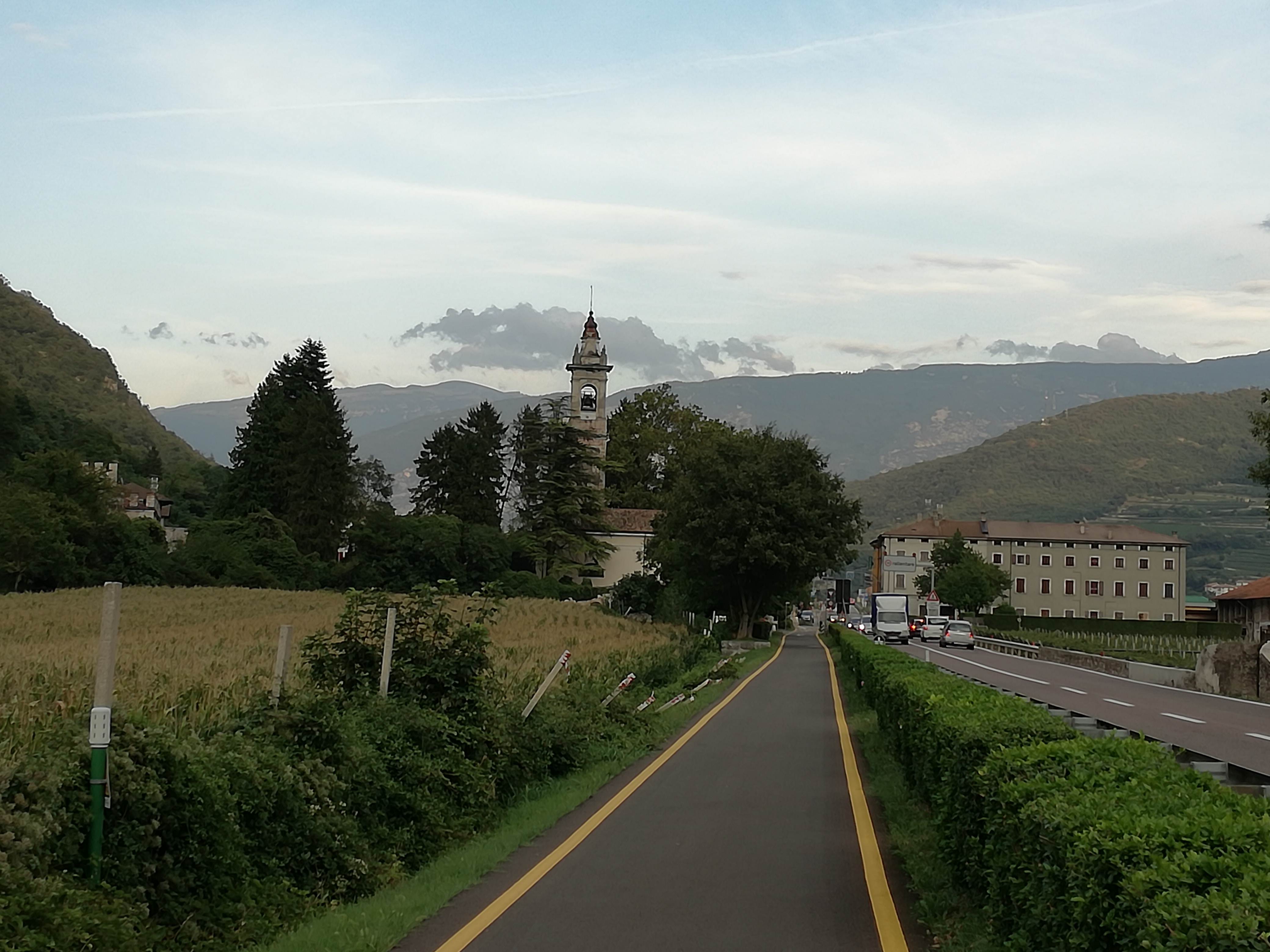
Loppio mit Blickrichtung Etschtal, links die Kirche und rechts La Fabbrica
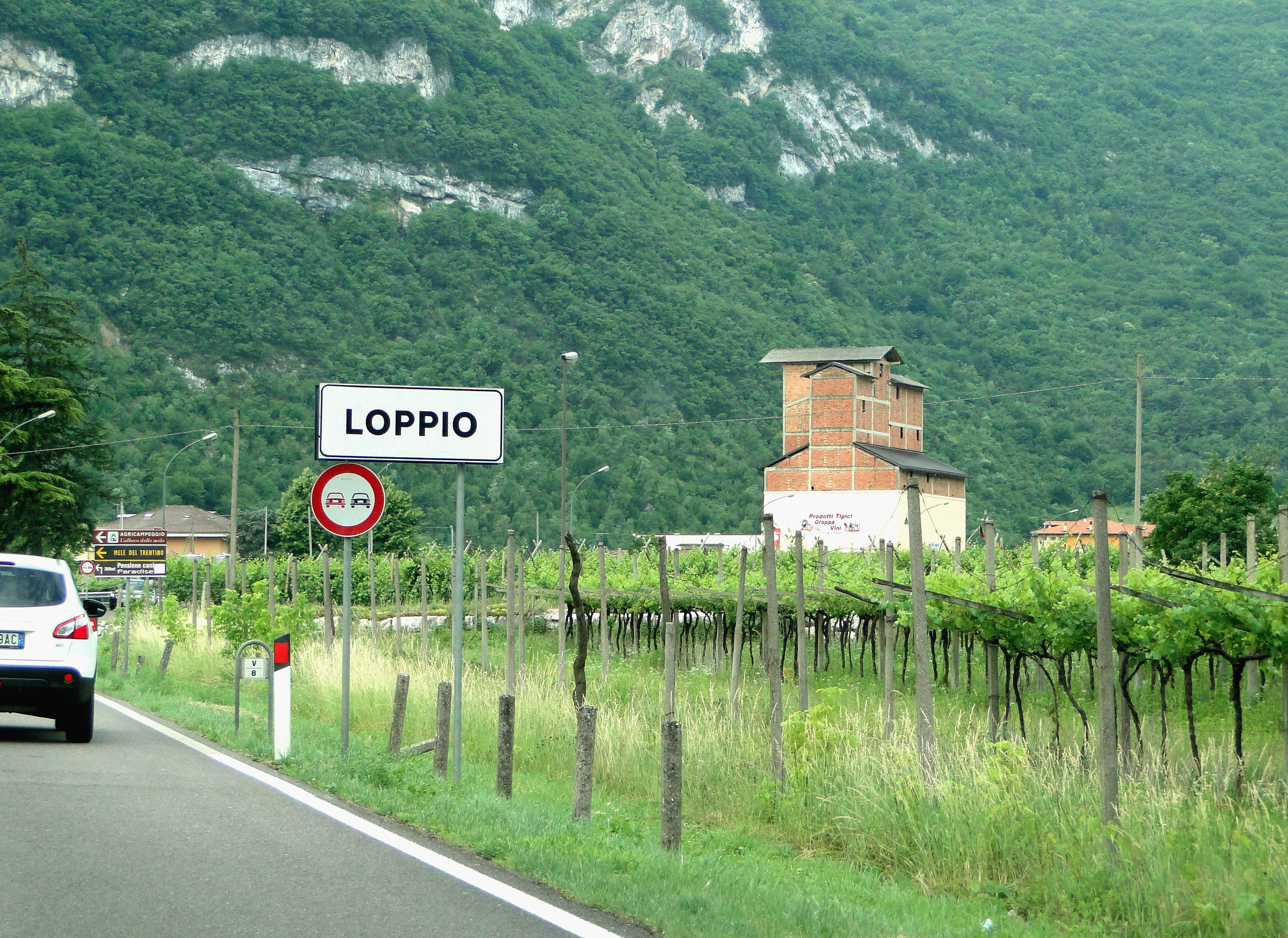
Die markante ehemalige Steinmühle
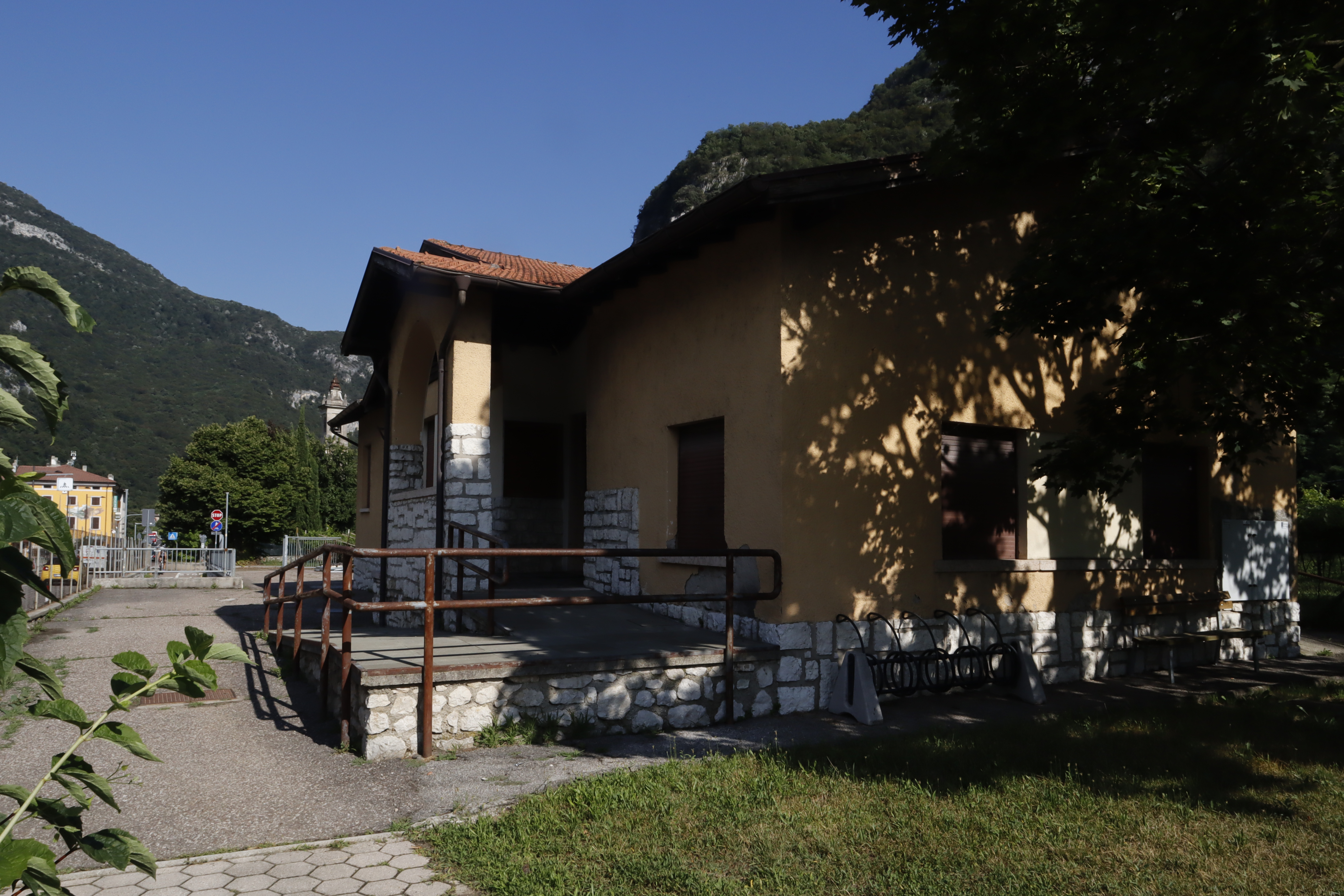
Elementarschule „Gian Carlo di Castelbarco“
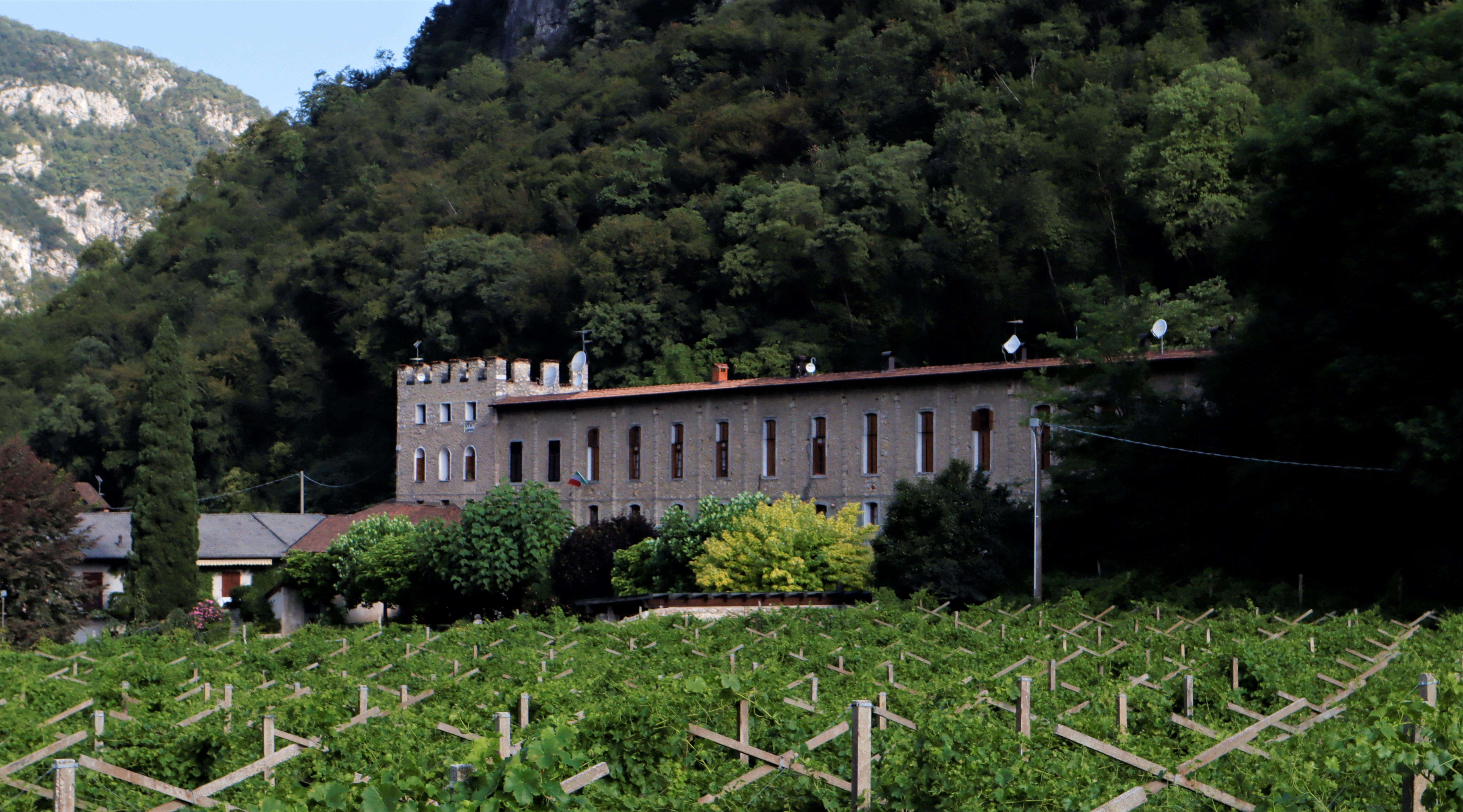
Wirtschaftsgebäude der Villa Castelbarco

## Wirtschaft
Die Wirtschaft des Ortes ruhte bis nach dem Zweiten Weltkrieg vor allem auf der Landwirtschaft. Angebaut wurde neben Getreide und Mais auch Tabak und Wein. Unter der venezianischen Herrschaft wurde noch im 14. Jahrhundert die Seidenraupenzucht eingeführt. Die Herstellung von Seide erlebte ihre Glanzzeit im 18. Jahrhundert. Für den Unterhalt der Raupen wurden um Loppio Maulbeerbaumplantagen angelegt. Eingeschleppte Krankheiten ließen die Bedeutung ab dem 19. Jahrhundert schwinden. Mit dem Aufkommen der Kunstfasern in den 1950er Jahren verschwand auch die Seidenraupenzucht und damit die Maulbeerbäume aus dem Landschaftsbild rund um Loppio. Bis in die 1950er Jahre wurden oberhalb von Loppio am Eingang zum Val di Gresta etwa 50 Jahre lang gelbe Knollenkalke abgebaut. Der Bruchstein wurde in Loppio in einer Steinmühle zu Schüttgut weiterverarbeitet. Im Erdgeschoss der Mühle öffnete in den 1980er Jahren das erste Geschäftslokal des Ortes. Später öffneten an der von Gardasee-Touristen vielbefahrenen Straße noch mehrere Geschäftslokale, die das Straßenbild von Loppio mittlerweile mitprägen.

## Verkehr
Durch den Ort führt die Staatsstraße SS 240 „di Loppio e Val di Ledro“, die die Brennerautobahn A22 mit dem Nordufer des Gardasees verbindet. Bei Loppio zweigt zudem die Provinzstraße SP 88 von der SS 240 zum Passo Bordala ab. Auch der Fahrradweg zwischen Etschtal und Gardasee führt durch den Ort.

## Sehenswürdigkeiten
- Castrum S. Andrea, Reste eines spätantiken Castrums auf der Insel S. Andrea im Loppio See
- Kirche Nome di Maria, ehemalige Privatkapelle der Castelbarco im 19. Jahrhundert im klassizistischen Stil erbaut; die Fassade mit ihren vier Säulen erinnert an einen griechischen Tempel
- Lago di Loppio, beim Bau des Etsch-Gardasee-Tunnels trockengelegter See, seit 1986 Naturschutzgebiet
- Villa Castelbarco, Residenz der Castelbarco

## Persönlichkeiten
- Sigmund Carl von Castel-Barco (1661–1708), Fürstbischof von Chiemsee